# Džungľa
Džungľa est le plus petit quartier, du point de vue superficie, de la ville de Košice en Slovaquie. Faubourg bâti dans les années 1930, le quartier est devenu en 1990 l'un des 22 quartiers autonomes de Košice. Une grande partie de la superficie est occupée par de grandes surfaces commerciales et un dépôt de bus et trolleybus de la société de transport public de la ville. L'existence de Džungľa en tant que quartier autonome est régulièrement discutée.

## Symboles
À l'instar des autres communes slovaques, les quartiers autonomes de Bratislava et Košice possèdent leur blason et leur drapeau. Les symboles actuels ont été inscrits au registre héraldique de la république slovaque le 28 août 2008.
Le blason rappelle que dans le finage se trouvait un gué entre Košice et Prešov sur la rivière Hornád. La rose rouge représente Prešov et la fleur de lys Košice.
| Blason de Džungľa | Les armes Džungľa se blasonnent ainsi : « Coupé ondé d'argent et d'azur à la fasce ondée de l'un en l'autre, accompagnée en chef d'une rose de gueules pointée et boutonnée d'or et en pointe d'une fleur de lis du même. » Le drapeau se présente comme ceci : Une bande sur le quart proche du mât est divisée en jaune et bleu représentant le drapeau de la ville de Košice. La partie flottante se compose de trois bandes horizontales bleu, rouge et jaune dans un rapport 1:1:1. Le drapeau, d'un ratio 2:3, est terminé par trois pointes et deux encoches, allant jusqu'au tiers des bandes horizontales. | Drapeau de Džungľa |

## Géographie

### Situation
Le territoire de Džungľa avec ses 47,2 ha (0,472 km2) est le plus petit des 22 quartiers autonomes de la ville de Košice, seconde ville de Slovaquie par sa population. Il est situé au nord-est du centre ville. C'est l'un des 6 quartiers du district de Košice I qui correspond au centre-ville et aux quartiers au nord de celui-ci (Džungľa, Kavečany, Sever (Nord), Sídlisko Ťahanovce, Vieille Ville, Ťahanovce).
Les limites du quartier sont définies dans les statuts de la ville de Košice. Le quartier est limité au nord de la rue Hlinková, la frontière traverse la jonction vers Dargovských hrdinov, suit la branche venant de la rue Hlinková vers la route de Prešov direction du sud de l'échangeur Dargovských hrdinov. La frontière suit ensuite la route de Prešov en direction du sud jusqu'au carrefour avec la rue Rampová qu'elle longe sur le côté sud qui la conduit jusqu'au pont sur la rivière Hornád. Elle continue vers le nord le long de la rive orientale de la rivière Hornád passant le pont ferroviaire et se connecte à son angle nord-ouest au pont de la rue Hlinková sur la rivière Hornád et suit la rue Hlinková au nord.
|       | \| \| Sídlisko Ťahanovce \| \| \| Sever \| Džungľa \| Dargovských hrdinov \| \| \| Vieille Ville \| \| |                     |
|       | Sídlisko Ťahanovce                                                                                     |                     |
| Sever | Džungľa                                                                                                | Dargovských hrdinov |
|       | Vieille Ville                                                                                          |                     |

### Oro-hydrographie

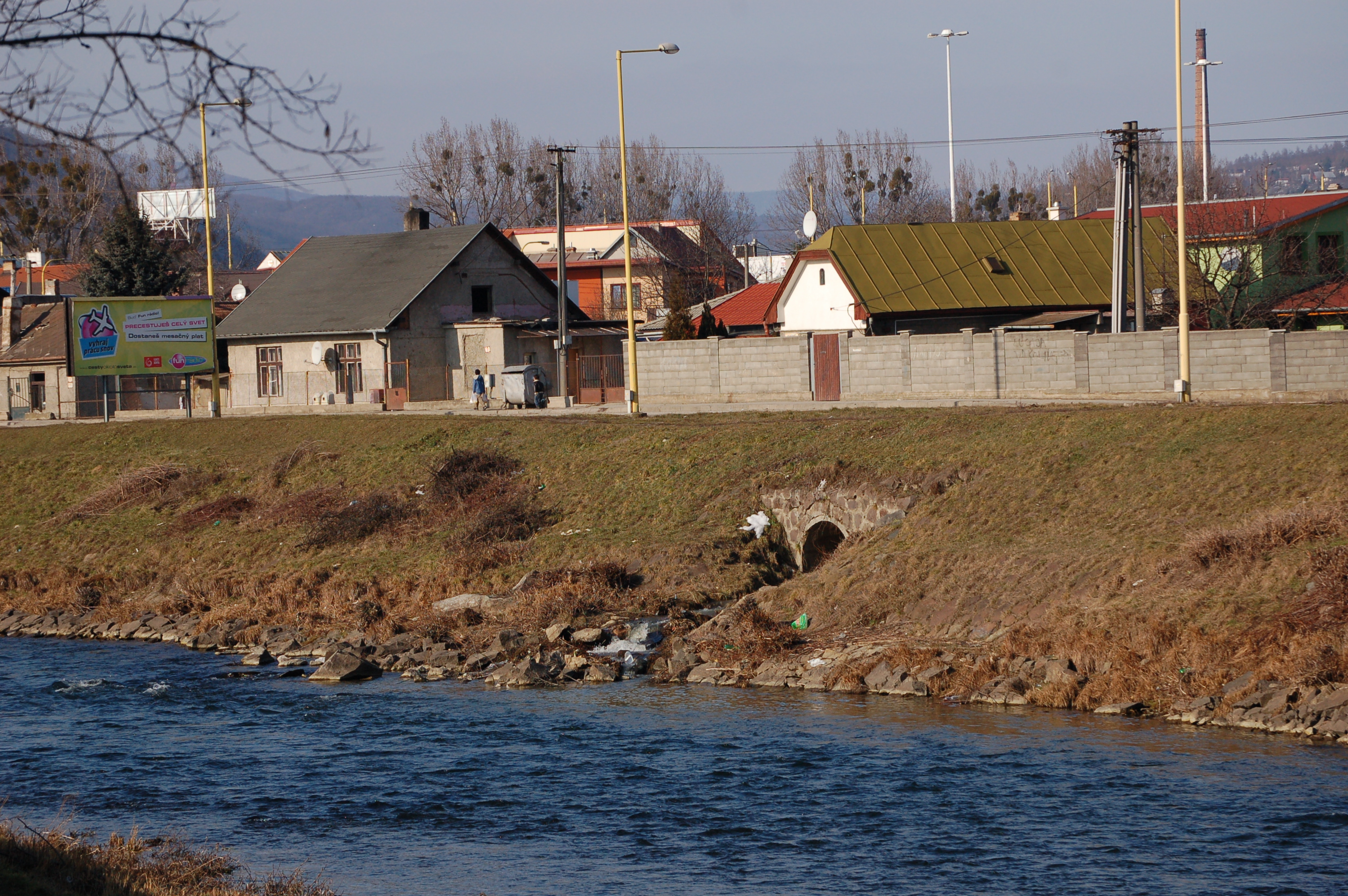
Le ruisseau Moňok se jetant dans la rivière Hornád

Tout le quartier se situe sur la rive gauche de la rivière Hornád. Il existe également un petit cours d'eau nommé Moňok qui traverse le territoire du nord-est au sud-ouest où il se déverse dans l'Hornád. Le cours du ruisseau Moňok est presque entièrement couvert sur le territoire du quartier. La rivière Hornád est un affluent de la Slaná qui se jette dans la Tisa, le plus important affluent de la rive gauche du Danube.
Le quartier est entièrement situé dans le bassin de Košice emprunté par le lit de la rivière Hornád, son altitude est de 209 m. Elle s'élève légèrement depuis la rivière en direction du nord-ouest.

### Climat
Le climat de Džungľa est de type continental tempéré, avec quatre saisons bien distinctes. Les températures moyennes varient de −3 °C en janvier à 19 °C en juillet avec une moyenne annuelle qui se situe entre 8,4 et 8,7 °C. Le total annuel des précipitations est compris entre 600 et 650 mm. Le nombre moyen d'heures d'ensoleillement est de 2 053,20 heures par an et le taux moyen d'humidité de 76,1 %. Les extrêmes de température enregistrés à Košice sont, pour la température la plus élevée, de 38,5 °C le 20 juillet 2007, et pour la plus basse, de −30,5 °C la nuit du 16 février 1940 au 17 février 1940.
| Mois                              | jan. | fév. | mars | avril | mai | juin | jui. | août | sep. | oct. | nov. | déc. | année |
| --------------------------------- | ---- | ---- | ---- | ----- | --- | ---- | ---- | ---- | ---- | ---- | ---- | ---- | ----- |
| Température minimale moyenne (°C) | −5   | −3   | 0    | 5     | 9   | 12   | 13   | 13   | 10   | 5    | 0    | −3   | 5     |
| Température moyenne (°C)          | −2   | 0    | 4    | 9     | 14  | 17   | 18   | 18   | 15   | 9    | 2    | −1   | 8     |
| Température maximale moyenne (°C) | 0    | 2    | 8    | 13    | 18  | 21   | 23   | 23   | 19   | 13   | 5    | 0    | 12    |
| Record de froid (°C)              | −24  | −22  | −16  | −3    | −2  | 6    | 6    | 5    | −2   | −7   | −12  | −20  | −24   |
| Record de chaleur (°C)            | 11   | 15   | 23   | 25    | 28  | 31   | 33   | 32   | 30   | 24   | 17   | 12   | 33    |
| Nombre de jours avec gel          | 28   | 23   | 14   | 2     | 0   | 0    | 0    | 0    | 0    | 4    | 15   | 25   | 114   |
| Précipitations (mm)               | 20   | 30   | 30   | 30    | 60  | 80   | 80   | 70   | 50   | 30   | 40   | 30   | 610   |
| Nombre de jours d'orage           | 0    | 0    | 0    | 1     | 5   | 6    | 6    | 5    | 2    | 1    | 0    | 0    | 26    |

## Histoire

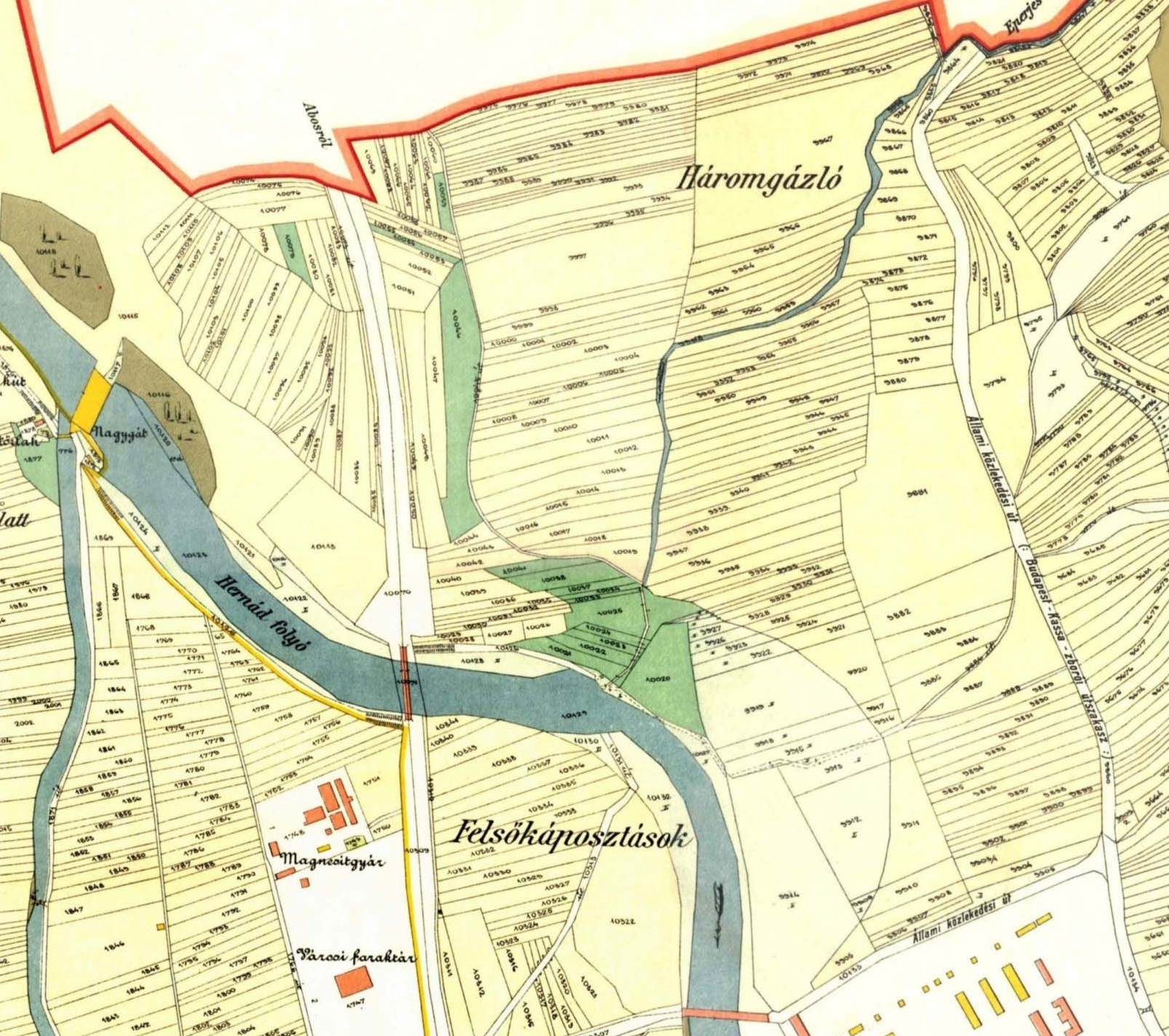
Carte de Džungľa en 1912. La zone est cultivée et encore inhabitée.

Jusque dans les années 1930, la localité est une zone non bâtie de prairies et de champs aux abords de la ville de Košice. Après la canalisation du cours de la rivière Hornád dans les années 1930, se sont installés les premiers habitants du quartier en général sans permis de construire. La zone était alors utilisée comme dépôt d'immondice et d’entreposage ce qui ne permettait pas aux habitants de régulariser leur situation. À proximité d'un bois et privé de services ou de commerces, les habitants de la ville ont surnommé le quartier Džungľa ce qui signifie jungle en slovaque.
Tout comme le reste de la ville, Džungľa fut annexé par le royaume de Hongrie à la suite du Premier arbitrage de Vienne du 2 novembre 1938. L'administration tchécoslovaque quitta la ville le 9 novembre 1938 et le 10 novembre 1938 à 9 heures du matin les troupes hongroises faisaient leur entrée. Le 18 janvier 1945, les troupes allemandes se retirèrent de la ville sans livrer bataille et le lendemain la ville est libérée. Le 20 janvier 1945, le gouvernement national provisoire de Hongrie annula le premier arbitrage de Vienne, la ville et le quartier furent donc réintégrés dans la Tchécoslovaquie reconstituée.
Sur le plan de la ville de Košice de 1938, la plupart des rues de la partie résidentielle du quartier sont déjà construites, seule la rue Vŕbová n'apparait sur le plan qu'en 1949. Entre les années 1961 et 1992, les autorités planifiaient la destruction des maisons unifamiliales et la transformation du quartier en zone industrielle, ils y interdirent donc la construction de nouvelles habitations. À partir de 1992, de nouveaux permis de bâtir et de rénovations ont été délivrés.
En 1990, à la création des quartiers autonomes de la ville de Košice le terme Džungľa a reçu son caractère officiel pour définir le quartier ainsi qu'une autonomie politique. La Slovaquie prend son indépendance le 1er janvier 1993. Depuis 1949, la ville de Košice formait un district sous le nom de district de Košice-mesto (Košice-ville). Ce district est divisé en quatre le 24 juillet 1996 et Džungľa est intégré au nouveau district de Košice I. Le 4 juin 2010, une inondation a forcé à l'évacuation complète des habitants, des commerces et entreprises du quartier.

## Administration

### Autonomie
Administrativement, le quartier fait partie du district de Košice I, lui-même rattaché à la région de Košice en Slovaquie, et n'est composé que d'un seul territoire cadastral  qui porte le nom de « Brody ».
La loi 401/1990 Zb. du Conseil national de la République slovaque, datant du 1er octobre 1990, sur la ville de Košice crée et définit les 22 quartiers autonomes (slovaque : samosprávna mestská čast), dont Džungľa. Avant cette date, le quartier comme les autres quartiers était directement dirigé par la ville. L'autonomie de ces derniers a été élargie par la loi 222/2006 Zb. de 2006. Le quartier, en tant que personne morale, a son propre budget et emploie 1,5 équivalent temps plein,.
Dans le cadre d'une rationalisation de moyens financier, la réduction du nombre de quartiers autonomes à Košice est régulièrement envisagé en particulier pour les plus petites entités comme Džungľa.

### Politique
Le conseil du quartier autonome est composé de 7 membres élus pour 4 ans au suffrage proportionnel. À sa tête, le starosta est élu au suffrage universel direct en un tour. Il est l'organe exécutif et représentatif du quartier.
Le tableau suivant reprend le nom des différents starosta (maire).
| Election | Starosta (Maire) | Parti        |
| -------- | ---------------- | ------------ |
| 1990     | Peter Szabó      |              |
| 1994     | Peter Szabó      |              |
| 1998     | Peter Szabó      |              |
| 2002     | Adriana Balogová | indépendante |
| 2006     | Adriana Balogová | indépendante |
| 2010     | Adriana Balogová | indépendante |

## Économie
Le quartier profite économiquement de sa position au croisement de deux axes important situé sur les boulevards de ceinture de la ville de la voie rapide en direction de Prešov. Les principales entreprises implantées du quartier sont l'Hypermarché TESCO construit en 1998 - 1999 ainsi que les autres magasins de la galerie commerciale adjacente et l'Hypermarché Baumax spécialisé en bricolage et matériaux de construction construit en 2001 - 2002. Par la suite plusieurs chaines de magasins de surface moindre se sont installées autour de ces grandes surfaces.
Coincée entre la rue Hlinková, la rivière et le chemin de fer, s'est développée une petite zone industrielle composée de petites entreprises.
L'ensemble des surfaces commerciales et industrielles, y compris le dépôt des transports en commun de la ville, recouvrent environ la moitié de la superficie totale du quartier.

## Transport

### Réseaux routiers
Le quartier ne comporte que 14 rues sur les 861 rues de la ville dont 4 partielemenent (Hlinková, Rampová, Prešovská cesta, Medzi mostami) et 11 entièrement (Severné nábrežie, Trolejbusová, Vŕbová, Prúdová, Plťová, Úzka, Člnková, Korýtková, Brodná, Hornádska).

### Transports en commun
Les principaux axes de transport urbain se situe sur la frontière nord sur la rue Hlinková, où passe les deux lignes trolleybus de la ville et plusieurs lignes de bus, et sur la frontière est, Prešovská cesta ou route de Prešov, qui voit également le passage de plusieurs lignes de bus géré par Dopravný podnik mesta Košice. Le centre du quartier n'est par contre traversé que par une seule ligne de bus qui y a son terminus.
Une branche électrifiée pour les trolleybus traverse une partie du quartier pour leur permettre d'accéder au dépôt présent sur le territoire de Džungľa.

### Transports ferroviaires
Džungľa est traversé sur 400 m par la ligne de chemin de fer 180 entre les gares de Košice et Ťahanovce isolant la partie nord-ouest du territoire du reste du quartier. La gare la plus proche est la Gare de Košice à moins de 3 kilomètres.

## Population et société

### Démographie
La population du quartier est en croissance constante depuis 1991, date du premier recensement disponible, passant de 331 habitants à 668 habitants au 31 décembre 2011.
| 1991 | 2001 | 2002 | 2003 | 2004 | 2005 | 2006 | 2007 | 2008 |
| ---- | ---- | ---- | ---- | ---- | ---- | ---- | ---- | ---- |
| 331  | 453  | 448  | 474  | 484  | 498  | 523  | 530  | 547  |

| 2009 | 2010 | 2011 | - | - | - | - | - | - |
| ---- | ---- | ---- | - | - | - | - | - | - |
| 564  | 591  | 668  | - | - | - | - | - | - |

### Enseignement
Le quartier ne compte aucune école maternelle ou primaire. Le niveau général d'enseignement est inférieur au niveau moyen de la ville de Košice. Au recensement de 2011, 21,01 % déclarait un diplôme d'école primaire comme plus haut niveau atteint contre 8,89 % pour l'ensemble de la ville de Košice et pour 15,80 % déclarant un diplôme de d'enseignement secondaire avec examen de maturité à Džungľa, il était 24,60 % à Košice. Cette différence se traduit également dans les déclarations concernant les connaissances informatiques dont 38,90 % utilise un traitement de texte contre 51,81 % sur l'ensemble du district de Košice I.

### Religion
Répartition de la population par croyance en 2001.
- catholiques romains (62,25 %)
- catholiques byzantins (11,70 %)
- luthériens (3,97 %)
- orthodoxe (2,21 %)
- autres/non déclaré (16,55 %)

Le quartier ne possède aucun lieu de culte. Au recensement de 2001, la population s'est déclarée catholique romaine à 62,25 %, catholique grecque à 11,70 %, luthériens à 3,97 %, orthodoxe à 2,21 %, sans religion à 9,71 %, et 6,84 % ne se sont pas prononcés. Les églises protestantes et l'église orthodoxe rassemblent moins d'1 % des habitants selon ce même recensement.